# 牛川人
| 牛川原人史跡公園 |  | 牛川原人発見記念碑 |
| 牛川原人史跡公園 |  | 牛川原人発見記念碑 |

牛川人（うしかわじん）は、日本最古と考えられた化石人類の一種。牛川人とされていた化石は、後年の研究でクマの骨格片の化石と判明した（後述）。

## 概要
1957年5月に愛知県豊橋市牛川町の石灰岩採石場で上腕骨と大腿骨の化石が発見され、東京大学名誉教授の鈴木尚によって、中期更新世人類（旧人）と考えられたが、人骨の特徴を備えていなかった。赤土の中から、ニホンムカシジカ・タヌキ・ハタネズミなどの獣骨とともに発見された。骨の年代は中期洪積世・更新世後期で、日本国内で最古と考えられた。牛川人骨とされる化石骨2点の標本は、現在東京大学総合研究博物館に収蔵されている。
第1人骨は左上腕骨の破片で、身長134.8cmという低身長女性と、第2人骨は左大腿骨の破片で身長149.2cmという低身長の成人男性の骨と、それぞれ推定された。
近年の研究では、第1人骨とされた骨は人骨ではなく、ナウマンゾウなどの動物骨だとする説が有力。またその他にも、未解明・不明な点はある。現在出土地附近は史跡公園として整備され、公園内に「牛川原人の碑」がある。
2024年12月1日に諏訪元らによって公開された、"「牛川人骨」の部位・動物種別の特定と学史略考"では、牛川人骨とされる化石骨2点を比較形態学的に再評価した結果、クマの骨格片と結論づけられた。なお「2万年以上前のクマの骨」としても史料的な価値は高いとされる。